# Leonid Sluckij
Leonid Viktorovič Sluckij (in russo Леони́д Ви́кторович Слу́цкий?; Volgograd, 4 maggio 1971) è un allenatore di calcio russo, tecnico dello Shanghai Shenhua.

## Carriera

### Giocatore
Sluckij gioca fino all'età di 19 anni nella squadra dilettantistica del Zvezda Gorodišče come portiere, per poi ritirarsi prematuramente a causa di un incidente mentre cercava di salvare il gatto del vicino da un albero.

### Allenatore
Sluckij è stato allenatore del FK Mosca dal 14 luglio 2005 fino alla fine della stagione 2007. Nell'ultima partita come allenatore del FK Mosca ottiene una vittoria per 3-1 contro il Luč-Ėnergija, l'11 novembre 2007. Dal 1º gennaio 2008 al 26 ottobre 2009 guida il Kryl'ja Sovetov Samara, poi subentra a Juande Ramos sulla panchina del CSKA Mosca. Nel dicembre 2009, sotto la gestione di Sluckij, il CSKA raggiunge la fase a eliminazione diretta della UEFA Champions League per la prima volta nella storia del club, prima di essere eliminato dall'Inter di José Mourinho ai quarti di finale.
Due anni dopo il risultato viene ripetuto, con il CSKA che sconfigge l'Inter al Meazza di Milano nell'ultima partita della fase a gironi di Champions.
Nella stagione 2012-2013 Sluckij rinforza la difesa della squadra e riorganizza l'attacco, guidando la formazione di Mosca ad una striscia record di 15 partite senza subire reti (15 vittorie). La squadra vincerà il campionato russo.
Il 7 agosto 2015 è annunciato che Sluckij siederà sulla panchina della nazionale di calcio russa al posto del dimissionario Fabio Capello. Il contratto è fino alla fine delle qualificazioni a Euro 2016. Sluckij vince tutte le restanti partite delle eliminatorie e riesce a qualificare la Russia al campionato d'Europa 2016.
Il 14 novembre 2015 la Russia sconfigge il Portogallo per 1-0 in una partita amichevole e Sluckij supera il record di vittorie come CT della Russia, detenuto da Pavel Sadyrin.
Il 21 maggio 2016 il CSKA batte il Rubin in trasferta per 1-0, assicurandosi la vittoria del campionato. Per Sluckij è il terzo titolo vinto in quattro anni con il club di Mosca.
Il 20 giugno seguente, al termine della partita persa per 0-3 contro il Galles a Tolosa nella fase a gironi di Euro 2016, che sancisce l'eliminazione dei russi dal torneo continentale (ultimi in classifica con un solo punto ottenuto in tre gare), rassegna le proprie dimissioni. Il 6 dicembre 2016 annuncia le proprie dimissioni anche da tecnico del CSKA Mosca, dopo sette anni alla guida del club e sette titoli nazionali conquistati, tra cui tre campionati russi (2013, 2014 e 2016).
Il 9 giugno 2017 viene ufficializzato come nuovo tecnico dell'Hull City nel Championship 2017-2018. Si dimette il 3 dicembre a causa dei risultati deludenti, dopo aver subito 10 sconfitte in 21 giornate di campionato.
Il 12 marzo 2018 il Vitesse comunica l'ingaggio del tecnico russo a decorrere dalla stagione 2018-2019. Nella stagione del debutto in Eredivisie, conduce i suoi alla finale dei play-off per la qualificazione europea contro l'Utrecht, ma fallisce l'accesso all'Europa League. Nell'annata seguente colleziona 23 punti nelle prime 10 partite di campionato stabilendo un record per la società e raggiungendo il PSV al secondo posto in classifica. Colleziona poi 5 sconfitte di fila e il 29 novembre 2019 si dimette.
Il 19 dicembre 2019 assume la guida del Rubin.

## Statistiche

### Statistiche da allenatore

#### Club
Statistiche aggiornate al 9 dicembre 2024. In grassetto le competizioni vinte.
| Stagione              | Squadra                | Campionato            | Campionato | Campionato | Campionato | Campionato | Coppe nazionali | Coppe nazionali | Coppe nazionali | Coppe nazionali | Coppe nazionali | Coppe continentali | Coppe continentali | Coppe continentali | Coppe continentali | Coppe continentali | Altre coppe | Altre coppe | Altre coppe | Altre coppe | Altre coppe | Totale | Totale | Totale | Totale | % Vittorie | Piazzamento |
| Stagione              | Squadra                | Comp                  | G          | V          | N          | P          | Comp            | G               | V               | N               | P               | Comp               | G                  | V                  | N                  | P                  | Comp        | G           | V           | N           | P           | G      | V      | N      | P      | %          | Piazzamento |
| --------------------- | ---------------------- | --------------------- | ---------- | ---------- | ---------- | ---------- | --------------- | --------------- | --------------- | --------------- | --------------- | ------------------ | ------------------ | ------------------ | ------------------ | ------------------ | ----------- | ----------- | ----------- | ----------- | ----------- | ------ | ------ | ------ | ------ | ---------- | ----------- |
| mar.-giu. 2004        | Uralan                 | PD                    | 19         | 6          | 5          | 8          | KR+KR           | 4+1             | 1               | 1               | 2+1             | -                  | -                  | -                  | -                  | -                  | -           | -           | -           | -           | -           | 24     | 7      | 6      | 11     | 29,17      | Eson        |
| lug.-nov. 2005        | FK Mosca               | PL                    | 16         | 8          | 3          | 5          | KR              | 0               | 0               | 0               | 0               | -                  | -                  | -                  | -                  | -                  | -           | -           | -           | -           | -           | 16     | 8      | 3      | 5      | 50,00      | Sub, 5°     |
| 2006                  | FK Mosca               | PL                    | 30         | 10         | 13         | 7          | KR              | 4               | 2               | 1               | 1               | -                  | -                  | -                  | -                  | -                  | Int.        | 4           | 2           | 1           | 1           | 38     | 14     | 15     | 9      | 36,84      | 6°          |
| 2007                  | FK Mosca               | PL                    | 30         | 15         | 7          | 8          | KR+KR           | 9+3             | 6+1             | 1+1             | 2+1             | -                  | -                  | -                  | -                  | -                  | -           | -           | -           | -           | -           | 42     | 22     | 9      | 11     | 52,38      | 4°          |
| Totale FC Mosca       | Totale FC Mosca        | Totale FC Mosca       | 76         | 33         | 23         | 20         |                 | 16              | 9               | 3               | 4               |                    | -                  | -                  | -                  | -                  |             | 4           | 2           | 1           | 1           | 96     | 44     | 27     | 25     | 45,83      |             |
| 2008                  | Kryl'ja Sovetov Samara | PL                    | 30         | 12         | 12         | 6          | KR+KR           | 0+2             | 0+0             | 0+1             | 0+1             | -                  | -                  | -                  | -                  | -                  | -           | -           | -           | -           | -           | 32     | 12     | 13     | 7      | 37,50      | 6°          |
| mar.-ott. 2009        | Kryl'ja Sovetov Samara | PL                    | 24         | 8          | 6          | 10         | KR+KR           | 0+1             | 0+0             | 0+0             | 0+1             | UEL                | 2                  | 1                  | 0                  | 1                  | -           | -           | -           | -           | -           | 27     | 9      | 6      | 12     | 33,33      | Dim         |
| Totale Krylja Sovetov | Totale Krylja Sovetov  | Totale Krylja Sovetov | 54         | 20         | 18         | 16         |                 | 3               | 0               | 1               | 2               |                    | 2                  | 1                  | 0                  | 1                  |             | -           | -           | -           | -           | 59     | 21     | 19     | 19     | 35,59      |             |
| 2009                  | CSKA Mosca             | PL                    | 4          | 3          | 0          | 1          | KR              | 0               | 0               | 0               | 0               | UCL                | 3                  | 2                  | 1                  | 0                  | -           | -           | -           | -           | -           | 7      | 5      | 1      | 1      | 71,43      | Sub, 5°     |
| 2010                  | CSKA Mosca             | PL                    | 30         | 18         | 8          | 4          | KR              | 5               | 4               | 1               | 0               | UCL+UEL            | 4+12               | 1+8                | 1+2                | 2+2                | SR          | 1           | 0           | 0           | 1           | 52     | 31     | 12     | 9      | 59,62      | 2°          |
| 2011-2012             | CSKA Mosca             | PL                    | 44         | 19         | 16         | 9          | KR              | 1               | 0               | 0               | 1               | UCL                | 8                  | 2                  | 3                  | 3                  | SR          | 1           | 0           | 0           | 1           | 54     | 21     | 19     | 14     | 38,89      | 3°          |
| 2012-2013             | CSKA Mosca             | PL                    | 30         | 20         | 4          | 6          | KR              | 5               | 4               | 1               | 0               | UEL                | 2                  | 1                  | 0                  | 1                  | -           | -           | -           | -           | -           | 37     | 25     | 5      | 7      | 67,57      | 1°          |
| 2013-2014             | CSKA Mosca             | PL                    | 30         | 20         | 4          | 6          | KR              | 4               | 3               | 0               | 1               | UCL                | 6                  | 1                  | 0                  | 5                  | SR          | 1           | 1           | 0           | 0           | 41     | 25     | 4      | 12     | 60,98      | 1°          |
| 2014-2015             | CSKA Mosca             | PL                    | 30         | 19         | 3          | 8          | KR              | 4               | 3               | 0               | 1               | UCL                | 6                  | 1                  | 2                  | 3                  | SR          | 1           | 1           | 0           | 0           | 41     | 24     | 5      | 12     | 58,54      | 2°          |
| 2015-2016             | CSKA Mosca             | PL                    | 30         | 20         | 5          | 5          | KR              | 5               | 4               | 0               | 1               | UCL                | 10                 | 3                  | 2                  | 5                  | -           | -           | -           | -           | -           | 45     | 27     | 7      | 11     | 60,00      | 1°          |
| ago.-dic. 2016        | CSKA Mosca             | PL                    | 17         | 9          | 5          | 3          | KR              | 1               | 0               | 0               | 1               | UCL                | 6                  | 0                  | 3                  | 3                  | SR          | 1           | 0           | 0           | 1           | 25     | 9      | 8      | 8      | 36,00      | Dim         |
| Totale CSKA Mosca     | Totale CSKA Mosca      | Totale CSKA Mosca     | 215        | 128        | 45         | 42         |                 | 25              | 18              | 2               | 5               |                    | 57                 | 19                 | 14                 | 24                 |             | 5           | 2           | 0           | 3           | 302    | 167    | 61     | 74     | 55,30      |             |
| ago.-dic. 2017        | Hull City              | FLC                   | 20         | 4          | 7          | 9          | FACup+CdL       | 0+1             | 0+0             | 0+0             | 0+1             | -                  | -                  | -                  | -                  | -                  | -           | -           | -           | -           | -           | 21     | 4      | 7      | 10     | 19,05      | Dim         |
| 2018-2019             | Vitesse                | E                     | 34+4       | 14+1       | 11+1       | 9+2        | CO              | 4               | 3               | 0               | 1               | UEL                | 4                  | 1                  | 1                  | 2                  | -           | -           | -           | -           | -           | 46     | 19     | 13     | 14     | 41,30      | 5°          |
| ago.-nov. 2019        | Vitesse                | E                     | 15         | 7          | 2          | 6          | CO              | 1               | 1               | 0               | 0               | -                  | -                  | -                  | -                  | -                  | -           | -           | -           | -           | -           | 16     | 8      | 2      | 6      | 50,00      | Dim         |
| Totale Vitesse        | Totale Vitesse         | Totale Vitesse        | 49+4       | 21+1       | 13+1       | 15+2       |                 | 5               | 4               | 0               | 1               |                    | 4                  | 1                  | 1                  | 2                  |             | -           | -           | -           | -           | 62     | 27     | 15     | 20     | 43,55      |             |
| mar.-lug. 2020        | Rubin                  | PL                    | 11         | 4          | 4          | 3          | KR              | 0               | 0               | 0               | 0               | -                  | -                  | -                  | -                  | -                  | -           | -           | -           | -           | -           | 11     | 4      | 4      | 3      | 36,36      | Sub, 10°    |
| 2020-2021             | Rubin                  | PL                    | 30         | 16         | 5          | 9          | KR              | 2               | 1               | 0               | 1               | -                  | -                  | -                  | -                  | -                  | -           | -           | -           | -           | -           | 32     | 17     | 5      | 10     | 53,13      | 4°          |
| 2021-2022             | Rubin                  | PL                    | 30         | 8          | 5          | 17         | KR              | 2               | 1               | 0               | 1               | UECL               | 2                  | 0                  | 1                  | 1                  | -           | -           | -           | -           | -           | 34     | 9      | 6      | 19     | 26,47      | 15° (ret)   |
| lug.-nov. 2022        | Rubin                  | PEL                   | 18         | 8          | 7          | 3          | KR              | 1               | 0               | 0               | 1               | -                  | -                  | -                  | -                  | -                  | -           | -           | -           | -           | -           | 19     | 8      | 7      | 4      | 42,11      | Eson        |
| Totale Rubin          | Totale Rubin           | Totale Rubin          | 89         | 36         | 21         | 32         |                 | 5               | 2               | 0               | 3               |                    | 2                  | 0                  | 1                  | 1                  |             | -           | -           | -           | -           | 96     | 38     | 22     | 36     | 39,58      |             |
| 2024                  | Shanghai Shenhua       | CSL                   | 30         | 24         | 5          | 1          | CC              | 4               | 2               | 1               | 1               | ACL                | 6                  | 2                  | 1                  | 3                  | SC          | 1           | 1           | 0           | 0           | 41     | 29     | 7      | 5      | 70,73      | 2°          |
| Totale carriera       | Totale carriera        | Totale carriera       | 556        | 273        | 138        | 145        |                 | 64              | 36              | 8               | 20              |                    | 71                 | 23                 | 17                 | 31                 |             | 10          | 5           | 1           | 4           | 701    | 337    | 164    | 200    | 48,07      |             |

#### Nazionale russa
| Squadra | Naz               | dal              | al             | Record | Record | Record | Record     | Record | Record | Record | Record |
| G       | V                 | N                | P              | GF     | GS     | DR     | % Vittorie |        |        |        |        |
| ------- | ----------------- | ---------------- | -------------- | ------ | ------ | ------ | ---------- | ------ | ------ | ------ | ------ |
| Russia  | Russia (bandiera) | 5 settembre 2015 | 20 giugno 2016 | 13     | 6      | 2      | 5          | 23     | 17     | +6     | 46,15  |

#### Panchine da commissario tecnico della nazionale russa
| Cronologia completa delle presenze e delle reti in nazionale ― Russia | Cronologia completa delle presenze e delle reti in nazionale ― Russia | Cronologia completa delle presenze e delle reti in nazionale ― Russia | Cronologia completa delle presenze e delle reti in nazionale ― Russia | Cronologia completa delle presenze e delle reti in nazionale ― Russia | Cronologia completa delle presenze e delle reti in nazionale ― Russia | Cronologia completa delle presenze e delle reti in nazionale ― Russia | Cronologia completa delle presenze e delle reti in nazionale ― Russia |
| Data                                                                  | Città                                                                 | In casa                                                               | Risultato                                                             | Ospiti                                                                | Competizione                                                          | Reti                                                                  | Note                                                                  |
| --------------------------------------------------------------------- | --------------------------------------------------------------------- | --------------------------------------------------------------------- | --------------------------------------------------------------------- | --------------------------------------------------------------------- | --------------------------------------------------------------------- | --------------------------------------------------------------------- | --------------------------------------------------------------------- |
| 5-9-2015                                                              | Mosca                                                                 | Russia                                                                | 1 – 0                                                                 | Svezia                                                                | Qual. Euro 2016                                                       | Artem Dzyuba                                                          | Cap: R.Shirokov                                                       |
| 8-9-2015                                                              | Vaduz                                                                 | Liechtenstein                                                         | 0 – 7                                                                 | Russia                                                                | Qual. Euro 2016                                                       | 4 Artem Dzyuba Aleksandr Kokorin (rig.) Fedor Smolov Alan Dzagoev     | Cap: R.Shirokov                                                       |
| 9-10-2015                                                             | Chișinău                                                              | Moldavia                                                              | 1 – 2                                                                 | Russia                                                                | Qual. Euro 2016                                                       | Sergey Ignashevich Artem Dzyuba                                       | Cap: R.Shirokov                                                       |
| 12-10-2015                                                            | Mosca                                                                 | Russia                                                                | 2 – 0                                                                 | Montenegro                                                            | Qual. Euro 2016                                                       | Oleg Kuz'min Aleksandr Kokorin (rig.)                                 | Cap: R.Shirokov                                                       |
| 14-11-2015                                                            | Krasnodar                                                             | Russia                                                                | 1 – 0                                                                 | Portogallo                                                            | Amichevole                                                            | Roman Shirokov                                                        | Cap: R.Shirokov                                                       |
| 17-11-2015                                                            | Rostov sul Don                                                        | Russia                                                                | 1 – 3                                                                 | Croazia                                                               | Amichevole                                                            | Fedor Smolov                                                          | Cap: R.Shirokov                                                       |
| 26-3-2016                                                             | Mosca                                                                 | Russia                                                                | 3 – 0                                                                 | Lituania                                                              | Amichevole                                                            | Fedor Smolov Aleksandr Golovin Denis Glushakov                        | Cap: S.Ignashevich                                                    |
| 29-3-2016                                                             | Saint-Denis                                                           | Francia                                                               | 4 – 2                                                                 | Russia                                                                | Amichevole                                                            | Aleksandr Kokorin Yuriy Zhirkov                                       | Cap: R.Shirokov                                                       |
| 1-6-2016                                                              | Innsbruck                                                             | Rep. Ceca                                                             | 2 – 1                                                                 | Russia                                                                | Amichevole                                                            | Aleksandr Kokorin                                                     | Cap: S.Ignashevich                                                    |
| 5-6-2016                                                              | Monaco                                                                | Russia                                                                | 1 – 1                                                                 | Serbia                                                                | Amichevole                                                            | Artem Dzyuba                                                          | Cap: V.Berezuckij                                                     |
| 11-6-2016                                                             | Marsiglia                                                             | Inghilterra                                                           | 1 – 1                                                                 | Russia                                                                | Euro 2016 - Fase a gironi                                             | Vasilij Berezuckij                                                    | Cap: V.Berezuckij                                                     |
| 15-6-2016                                                             | Villeneuve-d'Ascq                                                     | Russia                                                                | 1 – 2                                                                 | Slovacchia                                                            | Euro 2016 - Fase a gironi                                             | Denis Glushakov                                                       | Cap: V.Berezuckij                                                     |
| 20-6-2016                                                             | Tolosa                                                                | Russia                                                                | 0 – 3                                                                 | Galles                                                                | Euro 2016 - Fase a gironi                                             | -                                                                     | Cap: R.Shirokov                                                       |
| Totale                                                                |                                                                       | Presenze                                                              | 13                                                                    |                                                                       | Reti                                                                  |                                                                       |                                                                       |

## Palmarès

### Club

#### Competizioni nazionali
- Campionato russo: 3

CSKA Mosca: 2012-2013, 2013-2014, 2015-2016
- Coppa di Russia: 2

CSKA Mosca: 2010-2011, 2012-2013
- Supercoppa di Russia: 2

CSKA Mosca: 2013, 2014
- Supercoppa di Cina: 1

Shanghai Shenhua: 2024